# Ceratinia radiosa
Ceratinia radiosa är en fjärilsart som beskrevs av Richard Haensch 1903. Ceratinia radiosa ingår i släktet Ceratinia och familjen praktfjärilar. Inga underarter finns listade i Catalogue of Life.